# Kristotomus triangulatorius
Kristotomus triangulatorius är en stekelart som först beskrevs av Johann Ludwig Christian Gravenhorst 1829.  Kristotomus triangulatorius ingår i släktet Kristotomus och familjen brokparasitsteklar. Arten är reproducerande i Sverige. Inga underarter finns listade i Catalogue of Life.